# Franz Anton Zell
Franz Anton Zell (* 2. Februar 1826 in Freiburg im Breisgau; † 12. Februar 1901 ebenda) war Archivar des Erzbistums Freiburg und Heraldiker.

## Leben
Zell war der Sohn des Philologen Karl Zell. Er besuchte das Lyzeum  in Karlsruhe und studierte in Heidelberg und Bonn Latein und Geschichte. 1849/50 wurde er von Franz Josef Mone in den Archivdienst eingeführt und trat 1952 nach abgelegter Staatsprüfung in den Dienst des Generallandesarchivs Karlsruhe. Neben den archivarischen Aufgaben beschäftigte er sich mit Heraldik und veröffentlichte als Ergebnis dieser Studien 1858 sein Werk Geschichte und Beschreibung des Badischen Wappens von seiner Entstehung bis auf seine heutige Form. Im Sommer 1857 wurde er Archivar des Erzbistums Freiburg, wo er bis zu seiner Pensionierung 1893 tätig war. Seine späteren Studien veröffentlichte er ausschließlich im Freiburger Diözesan-Archiv.

## Schriften
- Geschichte und Beschreibung des Badischen Wappens von seiner Entstehung bis auf seine heutige Form, Karlsruhe (1858) Google Digitalisat
- Das Perückentragen der Geistlichen betreffend (Memorabilien aus dem Erzb. Archiv zu Freiburg). In: Freiburger Diözesanarchiv Bd. 4 (1869) S. 321–323 pdf
- Memorabilien aus dem Erzbischöflichen Archiv zu Freiburg: Die Säcularisation der Reichsabtei Gengenbach betreffend. In: Freiburger Diözesanarchiv Bd. 6 (1871) S. 295–316 pdf
- Urkunde König Heinrich VII., betreffend die Rechte, Güter und Freiheiten des Benedictiner-Klosters Odenheim im Kraichgau bei Bruchsal. 18. Januar 1225. In: Freiburger Diözesanarchiv Bd. 7 (1873) S. 347–349 pdf
- Über die Siegel und Wappen des Freiburger Münsters. In: Freiburger Diözesanarchiv Bd. 7 (1873) S. 349–352 pdf
- Decretum Innocentii IV contra Judaeos, quod deferant signum, per quod distinguantur a Catholicis. Vom 14. März 1254. In: Freiburger Diözesanarchiv Bd. 10 (1876) S. 364 pdf
- Bischof Burkard incorporiert die Münsterpfarrei in Freiburg der dortigen Universität. In: Freiburger Diözesanarchiv Bd. 14 (1881) S. 293–295 pdf
- Zur Geschichte der Münsterpfarrei in Freiburg, (Urkunden und Regesten). In: Freiburger Diözesanarchiv Bd. 16 (1883) S. 253–256 pdf
- Zur Geschichte der Münsterpfarrei in Freiburg, (Urkunden und Regesten). In: Freiburger Diözesanarchiv Bd. 19 (1887) S. 299–302 pdf
- Regesten, die Münsterpfarrei und den Münsterbau betreffend. In: Freiburger Diözesanarchiv Bd. 21 (1890) S. 310 pdf
- Registra subsidii charitativi im Bisthum Konstanz am Ende des 15. und zu Anfang des 16. Jahrhunderts. In: Freiburger Diözesanarchiv Bd. 24 (1895) S. 183–237 pdf
- Registra subsidii charitativi im Bisthum Konstanz am Ende des 15. und zu Anfang des 16. Jahrhunderts. In: Freiburger Diözesanarchiv Bd. 25 (1896) S. 71–150 pdf
- Registra subsidii charitativi im Bisthum Konstanz am Ende des 15. und zu Anfang des 16. Jahrhunderts. In: Freiburger Diözesanarchiv Bd. 26 (1898) S. 1–134 pdf
- Registra subsidii charitativi im Bisthum Konstanz am Ende des 15. und zu Anfang des 16. Jahrhunderts. In: Freiburger Diözesanarchiv Bd. 27 (1899) S. 17–142 pdf